# Велика Молдова
Велика Молдова (рум. Moldova Mare) в іредентистській концепції, згідно з якою території Республіки Молдова повинні бути розширені до земель, які раніше належали Князівству Молдовії. Ідея Великої Молдови була коротко просунута радянським політиком Микитою Салогором після Другої світової війни, і в XXI столітті відбувся незначний пожвавлення.

## Історія

### Передумови

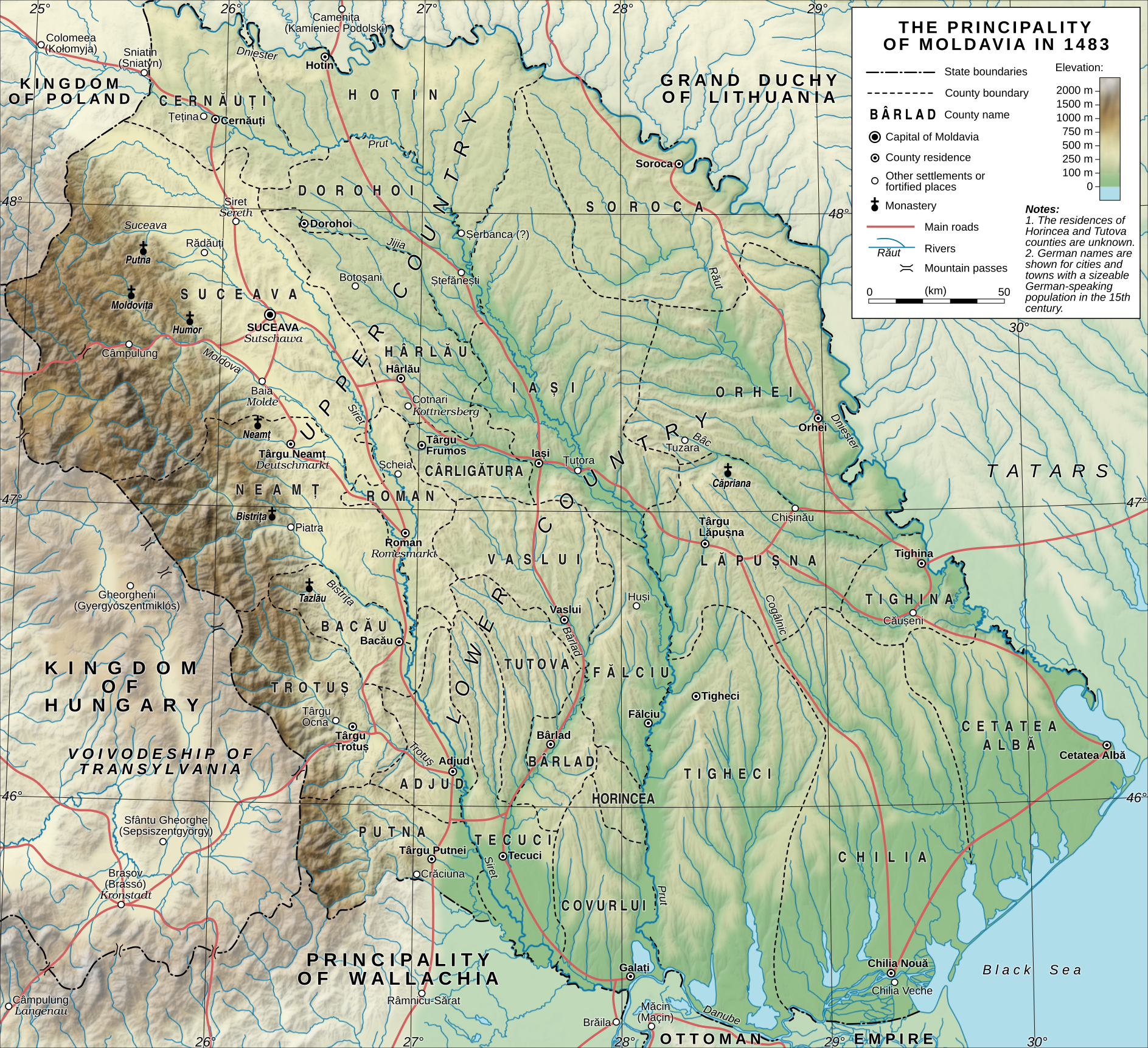
Мапа Молдовського князівства в 1483 за Стефана Великого. Зрештою князівство також контролювало Покуття на короткий період

Князівство Богданія було засновано в XIV столітті після того, як дворянам із сусіднього Марамуреша (зокрема Богдан I і Драгош) вдалося створити автономну, а згодом незалежну державу в районах, на які претендувало Угорське королівство. Досягнувши свого максимального територіального масштабу за Стефана Великого, князівство стало османським васалом у 16 столітті; вона поступово втрачала різні свої території в наступні століття, зокрема Бессарабію, передану османами Російській імперії в 1812.
Королівське князівство об'єдналося з Валахією в 1859, утворивши таким чином першу сучасну румунську державу.
Ця нова держава пропагувала концепцію Великої Румунії як країни, яка охоплюватиме все населення, яке вона вважала етнічними румунами. Сюди входила б, зокрема, Бессарабія.
Румунське королівство вступило в Першу світову війну за умови передачі йому інших територій, а саме Буковини та Трансільванії; Бессарабія з цього була виключена. Однак 15 грудня 1917 року Сфатул Шарій («Сільська рада») оголосив автономію регіону, який все ще належав Російській імперії, Молдовською Демократичною Республікою. Після румунського військового втручання республіка оголосила повну незалежність та об'єднання з Румунією в 1918 році.
Рішення не прийняла нова Радянська Росія (яка згодом утворила СРСР). Так, у 1924 Молдовська Автономна Радянська Соціалістична Республіка (Молдовська АРСР) була створена як батьківщина для етнічних молдован, номінально включаючи також Бессарабію, яка вважалася під іноземною окупацією. Радянська влада пропагувала молдовську культуру та мову, підкреслюючи відмінність молдован від румунів; критики таких ідей називали цей рух «молдовенізмом».
Бессарабія, уздовж Північної Буковини, була врешті захоплена Радянським Союзом в 1940 році після ультиматуму, висунутого румунському уряду. Молдовські території під владою СРСР були реорганізовані: Південна (Буджак) та Північна Бессарабія, а також Північна Буковина були віднесені до Української РСР, тоді як решта Бессарабії та шість із тринадцяти районів Молдовської АРСР (з тих пір — Придністров'я) Початок 90-х) були об'єднані в нову радянську республіку — Молдовську Радянську Соціалістичну Республіку (Молдовська РСР). Румунія ненадовго відновила території після приєднання до вторгнення осей у Радянський Союз, однак до 1944 року їх повернула Радянська Армія, яка також просунулася до Румунії.

### Радянський проєкт
Микита Салогор, радянський молдовський політик, скористався цією нагодою, щоб розпочати кампанію іредентистів . За його словами, Молдовська РСР повинна була розширити свої кордони до меж «історичної Молдовії» (тобто кордонів Молдовського князівства), включаючи території з Румунії та Української РСР. Сюди також входили території, які ніколи не належали князівству, точніше округи Марамуреш і Несеуд, які сприймалися як «колиска молдовського народу», оскільки Богдан I та Драгош походили звідти.
У 1946 у таємному листуванні з радянським центральним керівництвом керівники Молдовської РСР пропагували ці пропозиції, проголошуючи необхідність «звільнення [молдовських земель] від іга румунських бояр та капіталістів». Пізніше Салогор надішле лист до радянського прем'єр-міністра Йосипа Сталіна, захищаючи «єдність молдован» та економічне значення Буджака. Однак пізніше Салогор був понижений і усунутий з політичних посад. Вважається, що це було пов'язано з його претензіями на українські землі, сприйнятими як щось неприйнятне, і що могло «виправдати» попередні румунські територіальні претензії на ці землі. Такі думки мали деякі радянські політики, які, можливо, наполягали на Сталіні, щоб його звільнили.

### Незалежна Молдова
27 серпня 1991 Республіка Молдова оголосила про свою незалежність від СРСР.
Прикладами іредентистських установ та організацій є щотижнева газета «Moldova Mare», заснована в 2008 році; та Партія Великої Молдови, раніше відома як «За націю і країну» і перейменована в 2020 році на сучасну назву під її президентом Теодором Туртою.